# ميليندا ماكسويل
ميليندا ماكسويل (بالإنجليزية: Melinda Maxwell)‏ هي ملحنة بريطانية، ولدت في 1953.

## روابط خارجية
- ميليندا ماكسويل على موقع IMDb (الإنجليزية)